# Hagnäbbfluga
Hagnäbbfluga (Rhingia rostrata) är en tvåvingeart som först beskrevs av Carl von Linné 1758.  Hagnäbbfluga ingår i släktet näbblomflugor, och familjen blomflugor.
Artens utbredningsområde är Sverige. Enligt den svenska rödlistan är arten nationellt utdöd i Sverige. . Arten har tidigare förekommit i Götaland och Gotland men är numera lokalt utdöd. Artens livsmiljö är skogslandskap, jordbrukslandskap. Inga underarter finns listade i Catalogue of Life.